# Hermann Haage
Hermann Haage (* 23. Juli 1912 in München; † 21. Dezember 1970 ebenda) war ein deutscher Politiker der SPD.

## Leben und Beruf
Haage, der evangelischen Glaubens war, besuchte nach der Volksschule auch noch die Handels- und eine Fachschule. Er absolvierte eine Ausbildung zum Tapezierer und Dekorateur und machte sich 1932 in diesem Beruf selbständig. Von 1934 bis 1937 war er im KZ Dachau inhaftiert. Ab 1938 war er als Fuhrunternehmer tätig. Von 1939 bis 1940 leistete er Kriegsdienst im Zweiten Weltkrieg.

## Abgeordneter
Haage gehörte von 1957 bis zu seinem Tod dem Deutschen Bundestag an. Vom 21. Januar 1970 bis zu seinem Tod war er auch Mitglied des Europaparlaments.